# 아르테수네이트
아르테수네이트(Artesunate, AS)는 말라리아 치료에 사용되는 약물이다. 정맥 투여 형태는 중증 말라리아에 대해 퀴닌보다 선호된다. 종종 아르테수네이트와 메플로퀸과 같은 아르테미시닌 병용 요법의 일부로 사용된다. 말라리아 예방에는 사용되지 않는다. 아르테수네이트는 정맥, 근육, 경구 및 직장으로 투여할 수 있다.
가장 흔한 부작용으로는 투석이 필요한 신부전, 혈색소뇨증(소변에 혈색소가 존재하는 것), 황달이 있다.
아르테수네이트는 일반적으로 내약성이 좋다. 부작용으로는 서맥, 알레르기 반응, 현기증, 백혈구 수치 감소 등이 있다. 임신 중 동물 연구에서는 태아에게 해를 끼치는 것으로 나타났지만, 더 안전한 선택인 것으로 보인다. 모유 수유 중 사용도 괜찮은 것으로 보인다. 이는 아르테미시닌 약물 부류에 속한다.
아르테수네이트는 1977년 류 쉬에 의해 개발되었다. 이는 WHO 필수 의약품 목록에 포함되어 있다. 2020년 5월 미국에서 의학적 사용 승인을 받았다. 이것은 "칭하오" 또는 개똥쑥 식물(Artemisia annua)에서 파생된 아르테미시닌으로 알려진 약물 종류에 속한다.

## 의학적 사용
아르테수네이트는 중증 말라리아를 앓고 있는 어린이 또는 성인의 1차 치료제이며, 일반적으로 다른 항말라리아제와 병용된다. 아르테수네이트와 메플로퀸 병용 요법이 아르테수네이트와 아모디아퀸 또는 아르테수네이트와 설파독신-피리메타민 병용 요법보다 우월하다는 중간 수준의 근거가 있다. 아르테미시닌 병용 요법은 주사 후 24시간 동안 내약성이 있는 환자에게 경구로 투여할 수 있다.
아르테수네이트는 중증 말라리아 치료에 비경구 퀴닌보다 선호된다. 아르테수네이트는 아프리카와 아시아에서 수행된 두 건의 대규모 다기관 무작위 대조 시험에서 퀴닌보다 중증 말라리아로 인한 사망을 더 많이 예방하는 것으로 나타났다. 아시아. 이후 7건의 무작위 대조 시험에 대한 체계적 검토에서 이러한 생존율 개선이 모든 시험에서 일관되게 나타났다.
아르테수네이트의 효능은 다른 아르테미시닌 유도체인 아르테메터의 효능과 유사하지만, 초기에는 아르테수네이트가 더 많은 기생충을 제거한다. 아르테수네이트 복합제는 아르테메터 기반 약물에 비해 흡수 및 투여 경로 면에서 여러 장점을 가지며, 어린이의 중증 및 합병성 말라리아 치료에 더 효과적일 수 있다.
아르테수네이트는 경구 투여가 가능할 때 덜 심각한 형태의 말라리아 치료에도 사용된다. 난형열원충, 삼일열원충, 중증 열대열원충에 대해 활성을 보인다.
저항률이 높기 때문에 비비악스 원충 치료를 위해 아르테수네이트 + 설파독신/피리메타민 조합은 권장되지 않는다.
아르테수네이트는 주로 말라리아 치료제로 사용되지만, 이질성 주혈흡충증 감염에도 일부 유익한 효과가 있을 수 있다는 증거가 있다. 그러나 대규모 무작위 시험에서는 평가되지 않았다.
아르테수네이트는 세계보건기구(WHO)에서 퀴닌보다 중증 말라리아의 선택 치료제로 사용된다.

### 임신
임신 2기 또는 3기에 투여했을 때, 아르테수네이트와 관련된 불리한 임신 결과는 보고되지 않았다. 그러나 임신 1기에 아르테수네이트를 사용하는 것의 안전성에 대한 충분한 증거는 없다. WHO는 임신 1기에 중증 말라리아에 대한 아르테수네이트 사용은 개별적인 위험 대 이익을 기반으로 해야 한다고 권장한다. 다른 실행 가능한 치료 옵션이 없는 경우 아르테수네이트를 사용할 수 있다.

### 어린이
아르테수네이트는 어린이에게 안전하게 사용할 수 있다. 아르테수네이트 + 설파독신/피리메타민은 설파독신/피리메타민이 빌리루빈에 미치는 영향 때문에 신생아에게는 피해야 한다. 20kg 미만의 어린이의 중증 말라리아 치료를 위한 비경구 아르테수네이트 투여량은 노출을 증가시키기 위해 성인보다 높아야 한다. 개인의 허약함이나 삼키기 곤란으로 경구 또는 근육 주사를 줄 수 없는 경우, 직장 투여는 더 발전된 시설로 이송된 후 비경구 투여가 시작되는 한 사전 이송 치료로 투여할 수 있다.

## 부작용
아르테수네이트는 용혈성 빈혈(적혈구가 파괴되는 상태)과 심각한 알레르기 반응을 포함한 심각한 부작용을 유발할 수 있다.
아르테수네이트는 일반적으로 안전하며 내약성이 좋다. 아르테수네이트 기반 요법은 퀴닌과 항말라리아 항생제 요법보다 구토 및 이명을 유발할 가능성이 적다. 아르테미시닌에서 가장 잘 알려진 부작용은 그물적혈구 수를 감소시킨다는 것이다. 이는 보통 임상적으로 중요하지 않다.
IV 아르테수네이트 사용 증가와 함께, 아르테수네이트 후 지연된 용혈(PADH)에 대한 보고가 있었다. 중증 말라리아 치료를 위해 아르테수네이트로 치료받은 사람들에게서 지연된 용혈(치료 후 약 2주 후 발생)이 관찰되었다.

## 금기
아르테수네이트는 일반적으로 내약성이 좋은 약이다. 알려진 금기 사항으로는 아르테수네이트에 대한 이전의 심각한 알레르기 반응이 있다.
아르테수네이트 사용 중 피해야 할 약물은 간 효소 CYP2A6을 억제하는 약물이다. 이 약물에는 아미오다론, 데시프라민, 이소니아지드, 케토코나졸, 레트로졸, 메톡살렌, 트라닐시프로민이 포함된다.

## 작용 기전
아르테수네이트의 작용 기전은 불분명하며 논란의 여지가 있다. 아르테수네이트는 디히드로아르테미시닌(DHA)으로 빠르게 전환되는 전구약물이다. 이 과정에는 혈장 에스터레이스 효소를 통한 4-탄소 에스터 그룹의 가수분해가 포함된다. DHA의 약물특이분자단에 있는 엔도퍼옥사이드 다리의 절단이 활성 산소(ROS)를 생성하여 산화 스트레스를 증가시키고 알킬화를 통해 말라리아 단백질 손상을 유발한다고 가설이 세워져 있다. 또한 아르테수네이트는 필수적인 열대열원충 수출 단백질 1(EXP1)을 강력하게 억제하는데, 이는 막 글루타티온 S-전이효소이다. 그 결과 기생충 내 글루타티온 양이 감소한다.
2016년, 아르테미시닌은 다수의 표적에 결합하는 것으로 나타났으며, 이는 무차별적으로 작용함을 시사한다. 소포체 막의 칼슘 의존성 ATPase를 DHA가 억제하여 기생충 단백질 접힘을 방해한다는 증거가 있다.

## 약동학
감염된 개인에서 아르테수네이트의 반감기는 약 0.22시간이다. 활성 대사물인 DHA는 0.34시간으로 약간 더 긴 반감기를 갖는다. 전반적으로 평균 반감기는 0.5시간에서 1.5시간 범위이다. 짧은 반감기 때문에 말라리아 예방에서의 사용은 제한적이다.
DHA는 간 효소 CYP2B6, CYP2C19, CYP3A4에 의해 비활성 대사물로 대사된다.

## 화학 합성
아르테수네이트는 염기성 환경에서 숙신산 무수물과 디히드로아르테미시닌(DHA)을 반응시켜 만들어진다. 이는 아르테미시닌의 몇 안 되는 반합성 유도체 중 수용성인 하나이다.

## 연구
아르테수네이트는 COVID-19 치료에 대해 연구 중이다.

## 역사
2020년 5월, 아르테수네이트는 미국에서 의학적 사용 승인을 받았다. 이 승인 전에는 정맥 (IV) 아르테수네이트는 미국 식품의약국(FDA)의 확대 접근 프로그램(Expanded Access program)을 통해서만 이용 가능했는데, 이를 통해 미국 질병통제예방센터(CDC)는 중증 말라리아 환자 및 임상 시험용 신약(IND) 프로토콜에 따라 경구 약물을 복용할 수 없는 합병증 없는 말라리아 환자에게 IV 아르테수네이트를 제공할 수 있었다. 퀴니딘 제조사가 2019년 3월 판매를 중단한 이후 미국에서는 중증 말라리아 치료를 위한 FDA 승인 약물이 없었다.
중증 말라리아 치료를 위한 IV 아르테수네이트의 안전성 및 효능은 주로 아시아에서 수행된 무작위 대조 시험(시험 1)과 아프리카에서 발표된 지지적 무작위 대조 시험(시험 2)에서 평가되었다. 시험 1은 미얀마, 방글라데시, 인도, 인도네시아의 10개 지역에서 수행되었다.
시험 1에는 IV 아르테수네이트 또는 비교 약물 퀴닌을 투여받은 1,461명의 참가자가 등록되었으며 15세 미만의 소아 참가자 202명이 포함되었다. 시험 2에는 아르테수네이트 또는 퀴닌으로 치료받은 15세 미만의 중증 말라리아를 앓고 있는 5,425명의 무작위 배정된 소아 참가자가 포함되었다. 두 시험 모두에서 아르테수네이트로 치료받은 참가자의 입원 중 사망자 수는 퀴닌으로 치료받은 대조군보다 유의하게 낮았다. 시험 2는 2005년부터 2010년까지 아프리카 9개국에서 수행되었다. 세 번째 시험인 시험 3은 2007년부터 2008년까지 가봉과 말라위에서 수행되었다.
시험 1에서 IV 아르테수네이트로 치료받은 말라리아 환자의 가장 흔한 이상 반응은 투석을 요하는 급성 신부전, 혈색소뇨, 황달이었다. 시험 2의 안전성 프로파일은 시험 1과 전반적으로 유사했다.
하나의 시험으로 아르테수네이트의 안전성과 이점을 모두 평가했다. 시험에는 중증 말라리아로 인해 입원이 필요한 환자들이 등록되었다. 환자들은 무작위로 아르테수네이트 또는 말라리아 치료에 사용되는 약물(퀴닌)을 투여받았다. 환자와 의료 제공자는 어떤 치료가 제공되는지 알고 있었다.
퀴닌에 대한 아르테수네이트의 이점은 입원 중 사망한 환자 수(병원 내 사망률)를 비교하여 평가했다.
아르테수네이트의 이점은 15세 미만의 중증 말라리아를 앓고 있는 소아 환자를 대상으로 아르테수네이트 또는 퀴닌으로 무작위 배정하여 치료한 시험 2의 데이터에 의해 뒷받침되었다.
IV 아르테수네이트에 대한 신청은 우선 검토 및 희귀 의약품 지정을 받았다. FDA는 아르테수네이트 주사제에 대한 승인을 아미바스에 부여했다.